# Racionalización
Racionalización es un mecanismo de defensa que consiste en justificar las acciones (generalmente las del propio sujeto) de tal manera que eviten la censura. Se tiende a dar con ello una "explicación lógica" a los sentimientos, pensamientos o conductas que de otro modo provocarían ansiedad o sentimientos de inferioridad o de culpa; de este modo una racionalización implica transformar en seudorrazonable algo que puede provocar actitudes negativas ya sea para el propio sujeto o para su prójimo. 
Un ejemplo es el caso de una persona que emplea humor cáustico en una relación interpersonal, y lo justifica interpretándolo como "juego" o "diversión", y no como una crítica o actitud agresiva. Es importante hacer notar que, para ser considerada racionalización, el sujeto debe creer en la solidez de su argumento, no empleándolo como simple excusa o engaño consciente.

## Síntesis del concepto
Es un procedimiento psíquico de estructura neurótica por el que un sujeto persigue otorgar una explicación o justificación coherente, desde un punto de vista lógico, y aceptable para los otros, desde un enfoque ético, de un acto, de una determinada conducta o actitud, reñida con valoraciones sociales o externas. En la racionalización, el superyó (instancia principalmente censuradora) puede jugar funciones contradictorias: ya que el superyó es en gran medida la internalización de las normativas morales que transmite el padre –y con menor intensidad la madre– que llevan a la configuración o constitución del psiquismo de cada sujeto durante la infancia del mismo; el superyó puede ser el que provoque (sentimiento de culpa mediante) las racionalizaciones de aquello que provoca un conflicto inconsciente en el sujeto, pero también un superyó (en cuanto conjunto de normativas y cosmovisiones adquiridas durante la infancia) puede en muchos casos ser un facilitador de las racionalizaciones y, más aún: un motivador de las actitudes negativas hacia el prójimo que luego requieren un proceso de racionalización. En otros términos –y dando ejemplos muy simples– si el superyó ha instaurado un respeto absoluto hacia todo el prójimo, cualquier acto que contradiga a tal imperativo es susceptible de ser racionalizado con algún subterfugio; por contraparte si el superyó que se ha establecido en el sujeto le facilita actitudes negativas (supongamos a alguien criado en un ambiente altamente etnocéntrico de modo que el "extraño"–el otro cultural o social– es percibido como "inferior") hacia el prójimo "extraño" o "extranjero", ante la percepción consciente de reproches o reacciones, el sujeto racionalizará de acuerdo a lo establecido por el superyó e intentando acomodarse al principio de realidad.
La motivación de la conducta, en términos psicoanalíticos, es inconsciente. La sospecha de que no es bien vista por el otro o los otros lleva a buscar las argumentaciones que la legitimen. El sujeto opera de este modo sin saber cuáles son los hilos que lo mueven en este proceso. El concepto de "racionalización" como dictamen supone un trabajo de interpretación analítica.

## Análisis teórico
En su trabajo La racionalización en la vida cotidiana, Ernest Jones introdujo este vocablo en el lenguaje psicoanalítico.
Como procedimiento conductual, es muy corriente. El espectro psicopatológico que abarca es muy extenso, pues va desde el pensamiento del sujeto normal hasta los verdaderos delirios.
Debido al hecho de que toda conducta es susceptible de admitir una explicación o justificación coherente, se hace difícil juzgar, si, en términos reales es "insuficiente".
El terapeuta trata de mostrar a la persona analizada que está equivocada al buscar las razones que aduce para fundamentar una emoción, un pensamiento o una conducta. El sujeto suele ser renuente a aceptarlo. En estos casos actúa la "resistencia". O incapacidad de vivencia de una determinada verdad de matiz emocional, que enlaza lo inconsciente con lo consciente.
Un neurótico obsesivo, o compulsivo, puede racionalizar sus "rituales" de higienización previa a las comidas, explayándose sobre las normas médicas de higiene.
Cuando no se trata de meros síntomas neuróticos, sino de perfiles caracterológicos muy arraigados, la demostración de la racionalización se torna más dificultosa para el profesional.
Las fuentes que alimentan las racionalizaciones, son diversas. El sujeto apela a ideologías conformadas histórica o socialmente, a la moral vigente en un medio social o en una doctrina filosófica, a las concepciones religiosas, a convicciones políticas individuales o de la comunidad...
Para el pensamiento psicoanalítico, la racionalización sigue el camino que en la vida onírica, y de acuerdo con la interpretación freudiana de los sueños, se denomina elaboración secundaria, acordando un guion a los elementos dispersos.
Es frecuente que se use en lugar de racionalización, el vocablo intelectualización. El pensamiento freudiano actual entiende que son significaciones distintas.